# مارتی بکس
مارتی بکس (هلندی: Marty Bax؛ زادهٔ ۱۰ نوامبر ۱۹۵۶) مورخ و منتقد تاریخ هنر اهل هلند است. مارتی یک مورخ و منتقد هنری در حوزه هنر مدرن هلند است. تخصص او کار پیت موندریان (به هلندی: Pieter Cornelis "Piet" Mondriaan) و رابطه بین هنر و باطن‌گرایی غربی، به ویژه تئوسوفی مدرن و آنتروپوسوفی است.